# 銀玉王
『銀玉王』（ぎんだまおう）は、かつてサンテレビ他で放送されていたパチンコ・パチスロ番組である。

## 概要
「リーチボーイズ」と呼ばれるレギュラー出演者が、スポンサーのパチンコ店でゲスト出演者（用心棒）と対決する。また、リーチエンジェルと呼ばれるマスコットガールが出演、番組に花を添えている。
かつては関東・九州地区でも形を変えて放送していた（いわゆる企画ネット番組）ことがある。当時は西川のりおが番組の企画段階から参加しており、唯一3地域に出演していた。
基準局であるサンテレビでは、2014年6月26日の放送が最終回となった。遅れネットで放送する局も順次終了した。なお放送終了後も番組はYouTubeの番組公式チャンネルにて動画配信されている。

## ルール
リニューアル前
- 番組時間内で指定されたパチンコ機で対決。
- 勝敗は大当たりの回数で決する。[注 1]
- リーチボーイズが勝てば、勝負が行われたホールで、指定された機種を対象とするイベントが行われる。

2011年7月のリニューアル
- 番組名を「銀玉王 〜祭り〜」に改題。
- 対戦機種にパチスロ機も加わった。
- 2011年8月より大阪府下のパチンコ店での出玉イベントが禁止されたため、リーチボーイズ勝利時のイベントは廃止され、代わって視聴者プレゼントが2名に（負けた場合は1名に）贈られる。2012年1月からは、リーチボーイズ勝利時のプレゼントが食事券に変更。
- リーチボーイズが負けた場合、リーチエンジェルが後日収録ホールで「お手伝い」する。

2012年7月のリニューアル
- 番組名が「銀玉王」に戻った。
- 用心棒を応援する新しいマスコットガール・ジーフェリッシュが登場する。
- 『パチンコ必勝本CLIMAX』のライターによる新台紹介コーナーが挿入される。

2013年4月のリニューアル
- 対決の勝敗を出玉の数で決する方式に変更。
- 大阪府下のパチンコ店でのイベント規制が強化されたことにより、リーチエンジェルの「お手伝い」を廃止。
- 週ごとのプレゼントを廃止し、代わってリーチボーイズが勝利したときの出玉の数を累積して10万ポイントに到達した時点で韓国旅行を1組にプレゼントすることになった。

## 放送局・放送時間
※最終回（2014年6月26日）時点。
| 放送局                    | 系列                         | 放送日時                         | 備考       |
| ------------------------- | ---------------------------- | -------------------------------- | ---------- |
| サンテレビ                | 独立局                       | 木曜24:00 - 24:30                | 基準局     |
| チューリップテレビ        | TBS系列                      | 土曜26:08 - 26:38                | 2日遅れ    |
| 日本海テレビ              | 日本テレビ系列               | 金曜25:53 - 26:23                | 約2週遅れ  |
| 秋田放送                  | 日本テレビ系列               | 土曜25:20 - 25:48                | 約2週遅れ  |
| パチ・スロ サイトセブンTV | スカパー! プレミアムサービス | 土曜23:30 - 24:00 （再放送あり） | 約2週遅れ  |
| 石川テレビ                | フジテレビ系列               | 金曜26:00 - 26:30                | 約3週遅れ  |
| ジャンバリ.TV             | インターネット配信           | 毎週木曜更新                     | 約1週遅れ※ |
| YouTube                   | 公式チャンネルでの動画配信   | -                                | -          |

※ジャンバリ.TVでは、西川のりおの出演回は配信されない。当該配信日は、前後いずれかの放送回を2週間分に拡張して配信する。

## 出演者

### リーチボーイズ
西川のりお、小島よしお、みひろ、ザブングル、時東ぁみ、手島優、神谷玲子、棚橋弘至、吉沢明歩、団長安田
過去の出演者
Mr.オクレ、武藤敬司、上原美優、さとう珠緒、芋洗坂係長、薬師寺保栄、矢部美穂、城咲仁、小野真弓、熊田曜子、ホリ、松村邦洋、夏川純

### リーチエンジェル
青山香・香椎えれな・桃原日香里・宮本いづみ・佐藤りお

### ジーフェリッシュ
鵜飼りえ・南風せりか・西澤未希・夏木梨那（海外留学の為、出演休止中）

## かつて放送されていた地域
関東版「銀玉王 リーチボーイズが行く!」
- tvk、テレ玉、チバテレビ
- 西川のりお、松村邦洋、さとう珠緒、布川敏和、根本はるみ、天山広吉、ヒロシ
- 関東版はパチ・スロ サイトセブンTVでも放送されていた。ただし地上波と放送日時が大幅にずれるため、放送前に「番組内での告知は終了しています」というお断りが表示される。
- 2007年12月25日に放送終了。
- 番組は終了したが、リーチエンジェルは関西地区と異なるメンバーで現在でもパチンコ店への営業を行っている。

九州版「燃えよ!銀玉王」
- TVQ九州放送
- 西川のりお、坂本ちゃん、香田晋、なかやまきんに君、矢部美穂、及川奈央、三瀬真美子、福永ちな
- 2006年12月放送終了。

## 主題歌
「ミラクル☆シュート」2014年7月4日〜
歌 - リーチエンジェル 　ジーフェリッシュ　/ 作詞・作曲 - 山口直己 a.k.a G / 編曲 - 嶋洋平